# Табоада, Сатиро
Сатиро Табоада (порт.-браз. Satyro Taboada; 19 ноября 1900, Белу-Оризонти — 26 июля 1972, Белу-Оризонти) — бразильский футболист, нападающий. Рекордсмен по количеству голов в одном матче чемпионата штата Минас-Жерайс — 9 мячей. Лучший бомбардир в истории клуба «Америка Минейро».

## Карьера
Сатиро Табоада начал свою карьеру в клубе «Сете-де-Сетембру» в 1916 или 1917 году. 9 января 1921 года он забил три гола в матче чемпионата штата Минас-Жерайс против «Атлетико Минейро» (4:3). В период с 1920 по 1921 год футболист забил за «Сете-де-Сетембру» 17 голов. Тогда же он вызывался в состав сборной штата. В 1922 году Табоада перешёл в клуб «Америка Минейро». Вместе с ним к этой команде присоединился его брат Порфирио. 16 апреля того же года он забил первый мяч за клуб, поразив ворота «Палестры Италия» (4:2). В том же году он помог команде выиграть чемпионата штата, а затем ещё в течение трёх лет подряд повторял это достижение. 16 сентября 1923 года Табоада забил 6 голов в отменённом позже матче с «Йале» (10:0). Одновременно Сатиро работал в детективом в местном отделении полиции. В 1925 году он даже был вынужден приостановить игровую карьеру из-за декрета, запрещающего заниматься футболом действующим офицерам полиции.
Табоада был опорой для «Америки». Почти все атакующие действия были сосредоточены на нём, а тренеры придумывали схемы игры, основываясь на действиях этого нападающего. Голы, забитые Сатиро, навсегда оставались в памяти. Он идеально владел мячом и двигался на поле. Проще говоря, он был всесторонне развитым игроком.
В 1926 году Табоада возобновил карьеру. 29 июля 1928 года он забил девять голов в матче с «Палмейрасом», что до сих пор является рекордом чемпионатов штата. В 1932 году Сатиро завершил игровую карьеру, после чего стал работать футбольнм арбитром. В 1934 году Табоада ещё несколько раз вышел на поле в качестве игрока «Америки Минейро», после чего окончательно завершил карьеру. Всего за клуб он забил 167 голов, по другим данным 178 голов, по третьим данным 166 мячей, по ещё одним сведениям — 165 голов, по другим — 160 голов.
В 1935 году Табоада недолго являлся главным тренером «Америки Минейро». После этого он сосредоточился на работе в полиции. Затем Сатиро трудился в Банке Кредито Реал и работал в надзорном органе Банка Комерсиу-и-Индустрия. За день до своей смерти Табоада попросил дочь Таню, чтобы его гроб был обернут во флаг «Америки Минейро» и его бы не сняли, когда гроб опускали в могилу. Он скончался 26 июля 1972 года он сердечного приступа у дверей больницы Превиденсия. Он был похоронен на кладбище Бонфин. Желание быть похороненым во флаг любимой команды Сатиро было исполнено.

## Достижения

### Командные
- Чемпион штата Минас-Жерайс: 1922, 1923, 1924, 1925
- Победитель турнира Начала чемпионата штата Минас-Жерайс: 1924, 1925, 1927, 1933

### Личные
- Лучший бомбардир чемпионата штата Минас-Жерайс: 1923 (7 голов)